# Корякино (Кирилловский район)
Корякино — деревня в Кирилловском районе Вологодской области.
Входит в состав Николоторжского сельского поселения, с точки зрения административно-территориального деления — в Николо-Торжский сельсовет.
Расстояние по автодороге до районного центра Кириллова — 34 км, до центра муниципального образования Никольского Торжка — 9 км. Ближайшие населённые пункты — Толокняница, Лукинское, Матвеевское, Бураково, Заречье.
По переписи 2002 года население — 6 человек.